# Dictyonemobius pacificus
Dictyonemobius pacificus är en insektsart som beskrevs av Otte, D. och D.C.F. Rentz 1985. Dictyonemobius pacificus ingår i släktet Dictyonemobius och familjen syrsor. Inga underarter finns listade i Catalogue of Life.